# Phường 28
Phường 28 là một phường thuộc quận Bình Thạnh, Thành phố Hồ Chí Minh, Việt Nam.
Phường 28 có diện tích 5,49 km², dân số năm 2021 là 16.771 người,  mật độ dân số đạt 3.054 người/km².